# B Pressure
B Pressure（ビープレッシャー）は、日本の3人組音楽グループ。

## 概要
直訳すると「血圧」（Blood Pressure）である。
抜群のプロデュース力「Taka」(タカ)、類いまれな歌唱力「Teru」(テル)、アイドル性No1「Kan」(カン)による3人組ユニットで、
総合プロデューサーは石橋貴明(とんねるず）、音楽プロデューサーは後藤次利である。

## メンバー
| ニックネーム | 本名（ふりがな）              | 生年月日（年齢）       | 出身                    |
| ------------ | ----------------------------- | ---------------------- | ----------------------- |
| Taka         | 石橋貴明（いしばし たかあき） | 1961年10月22日（63歳） | 日本 ・東京都板橋区成増 |
| Teru         | 平山晃哉（ひらやま てるちか） | 1965年11月4日（59歳）  | 日本 ・北海道洞爺湖町   |
| Kan          | 神波憲人（かんなみ のりひと） | 1971年5月8日（53歳）   | 日本 ・新潟県上越市     |

## 経歴
2019年
- 9月17日、石橋貴明、平山晃哉、神波憲人による3人組ユニット『B Pressure』を結成し、11月1日に1stシングル『Freeze』リリースでデビューする事を、同日に開設した公式HPで発表した。また御披露目ライブ『サビ落とし』を大阪府ROCKTOWNでの開催も発表。
- 10月1日、お披露目ムービーをYouTubeにて解禁。
- 10月28日 ・10月29日、大阪府のROCKTOWNにて御披露目ライブ「サビ落とし」を開催。
- 11月1日、デビューシングル「Freeze」を全国のタワーレコード店舗、オンラインショップにて先行発売。同日東京都のタワーレコード新宿店にて「ミニライブ＆ハイタッチ会 in タワーレコード新宿店」を開催。
- 11月9日、福岡県のマークイズ福岡ももちのももちステージにて、1st Single「Freeze」リリースイベントin福岡を開催。
- 11月18日 ・11月19日、東京都の渋谷eggmanにて御披露目ライブ「サビ落とし」を開催。
- 12月7日、北海道のラソラ札幌の Aタウン 1F イベントコートにて、1st Single「Freeze」リリースイベントin札幌を開催。
- 12月9日 ・12月10日、愛知県のSPADE BOXにて御披露目ライブ「サビ落とし」を開催。

2020年
- 10月7日、1stアルバム「Green Light」を発売。
- 10月26日、B Pressure LIVE「Green Light」を大阪府のROCKTOWNにて配信ライブを開催。

2021年
- 2月16日、公式ツイッターにて新型コロナウイルス（COVID-19）の感染拡大によりコンサートが出来ない事を理由に活動休止を発表[1]。その後、公式サイトも閉鎖された。

## 作品

### シングル
| 枚  | 発売日        | タイトル |
| --- | ------------- | -------- |
| 1st | 2019年11月1日 | Freeze   |

### アルバム
| 枚  | 発売日        | タイトル    |
| --- | ------------- | ----------- |
| 1st | 2020年10月7日 | Green Light |

## ライブ
| 年     | 日程          | タイトル                     | 場所                 |
| ------ | ------------- | ---------------------------- | -------------------- |
| 2019年 | 10月28 - 29日 | 御披露目ライブ「サビ落とし」 | 大阪府ROCKTOWN       |
| 2019年 | 11月18 - 19日 | 御披露目ライブ「サビ落とし」 | 東京都Shibuya eggman |
| 2019年 | 12月9 - 10日  | 御披露目ライブ「サビ落とし」 | 愛知県SPADE BOX      |